# The Luck Charm
The Luck Charm è un cortometraggio muto del 1916 diretto da David Smith.
È il secondo episodio della serie cinematografica a un rullo The Dangers of Doris prodotta dalla Vitagraph tra il 1916 e il 1917 che aveva come protagonista l'attrice Mary Anderson.

## Trama
Doris, la dattilografa di un imprenditore, si trova coinvolta in una serie di situazioni pericolose quando cerca di aiutare il suo datore di lavoro: la ragazza finisce per arrampicarsi da una finestra all'altra sul muro esterno di un edificio tentando di sventare un furto. Legata e imbavagliata, riesce ad attirare l'attenzione dei suoi colleghi del piano di sotto facendo cadere uno oggetto da un buco sul pavimento che era stato fatto per spiare l'ufficio.

## Produzione
Il film fu prodotto dalla Vitagraph Company of America (come Broadway Star Features.

## Distribuzione
Distribuito dalla General Film Company, il film - un cortometraggio in una bobina - uscì nelle sale cinematografiche statunitensi il 29 dicembre 1916.